# Dialypetalum hybridum
Dialypetalum hybridum är en klockväxtart som beskrevs av Franz Elfried Wimmer. Dialypetalum hybridum ingår i släktet Dialypetalum och familjen klockväxter.
Artens utbredningsområde är Madagaskar. Inga underarter finns listade i Catalogue of Life.